# لهرنشتاینسفلد
لهرنشتاینسفلد (به آلمانی: Lehrensteinsfeld) یک شهر در آلمان است که در هایلبرون واقع شده‌است. لهرنشتاینسفلد ۲٬۰۹۲ نفر جمعیت دارد.